# جان پدی کارستیرز
جان پدی کارستیرز (انگلیسی: John Paddy Carstairs؛ ۱۱ مه ۱۹۱۰ – ۱۲ دسامبر ۱۹۷۰) یک کارگردان، فیلم‌نامه‌نویس، نویسنده و نقاش اهل بریتانیا بود.

## فیلم‌شناسی
- ساخت بهشت (۱۹۵۲)
- دردسر در فروشگاه (۱۹۵۳)
- مرد لحظه‌ها (۱۹۵۵)
- تنها شانس من (۱۹۵۷)